# جزيرة سيغيندينغ الكبرى
جزيرة سيغيندينغ الكبرى وهي جزيرة من جزر إندونيسيا، وتقع في إقليم كالمنتان الشرقية.